# 대한민국 형법 제256조
대한민국 형법 제256조는 자격정지의 병과에 대한 형법각칙의 조문이다.

## 조문
제256조(자격정지의 병과) 제250조, 제252조 또는 제253조의 경우에 유기징역에 처할 때에는 10년 이하의 자격정지를 병과할 수 있다..

## 참고 문헌
- 김재윤, 손동권, 『새로운 형법각론』, 율곡출판사, 2013. ISBN 9788997428342

## 같이 보기
- 살인죄